# اکمیه فریزر
اکمیه فریزر (نام علمی: Aechmea fraseri) نام یک گونه از سرده اکمیه است.